# 식샤를 합시다
《식샤를 합시다》는 2013년 11월 28일부터 2014년 3월 13일까지 tvN에서 방송된 텔레비전 드라마다.

## 소개
'1인 가구 먹방 드라마'를 표방하고 있으며, 혼자 사는 세 남녀의 '음식 라이프'를 중심으로 소소한 일상을 다룬 드라마. 그러나 등장인물들이 사는 오피스텔에서 산낙지를 먹다가 질식사한 일이 있었고 그 인근에서 묻지마 폭행 사건이 일어나고 있으며 그 일에 등장인물이 연관되어 있다는 암시를 흘리는 등 심상치 않은 스릴러 코드도 있다.

## 등장 인물

### 주요 인물
- 이수경: 이수경 역 - 김학문 변호사 사무실 실장. 1인 가구 경력 3년 차
- 윤두준: 구대영 역 (《식샤를 합시다 2》). 1인 가구 경력 9년 차
- 윤소희: 윤진이 역 - 의상학과 휴학 중. 1인 가구 경력 1일 차

### 김학문 변호사 사람들
- 심형탁: 김학문 역 - 변호사
- 장원영: 최규식 역 - 김학문 변호사 사무실 사무장
- 정수영: 박경미 역 (1화 ~ 10화, 12화 ~ 16화) - 최규식 마누라. 수경과 대학시절부터 친구
- 이도연: 오도연 역 - 변호사

### 그 외 인물
- 홍은택: 최덕영 역 (1화, 2화, 5화 ~ 7화, 12화 ~ 14화, 16화)
- 필독: 현광석 역 (10화 ~ 13화, 15화, 16화) - 택배남
- 최대성 (1화, 6화, 9화, 12화 ~ 14화): 세탁소 주인 역
- 백준현: 수의사 역

### 특별 출연
- 박영서: 수경의 소개팅남 역 (1화)
- 이용녀: 학문의 클라이언트 역 (1화)
- 남능미: 수경의 어머니 역 (8화, 9화)
- 이상우: 이혼 의뢰인 역 (《따뜻한 말 한마디》, 8화) - 김성수
- 강예빈: 여의사 역 (9화) - 학문의 소개팅녀
- 허구연: 대영의 아버지 역 (10화)
- 최필립: 성당 오빠 역 (11화)
- 이용주: 농구부 주장 역 (11화)
- 이윤미: 애견샵 주인 역 (11화)
- 남창희: 떡대 주인 역 (12화)
- 샘 해밍턴: 간장게장식당 사장 역 (12화)
- 김산호: 학문의 레스토랑 오너 친구 역 (13화)
- 정은표: 경찰관 역 (14화)
- 최성준: 묻지마 폭행범 역 (14화)
- 이일화: 현광석 어머니 역 (16화)
- 엄현경 (16화)
- 김현숙: 이영애 (《막돼먹은 영애씨》, 16화)
- 라미란: 라미란 (《막돼먹은 영애씨》, 16화)

## 시청률
아래의 파란색 숫자는 최저 시청률이고, 빨간색 숫자는 최고 시청률이다. 시청률은 닐슨 코리아 유료 가입자 기준으로 한다.
| 2013년 | 2013년    | 2013년                            | 2013년 |
| 회차   | 방송일자  | 부제                              | 시청률 |
| ------ | --------- | --------------------------------- | ------ |
| 제1회  | 11월 28일 | 홀로 서기 선언                    | 1.349% |
| 제2회  | 12월 5일  | 네 이웃을 알지어다                | 1.034% |
| 제3회  | 12월 12일 | 혼자 있고 싶어요. 다 나가 주세요. | 1.135% |
| 제4회  | 12월 19일 | 응답하라, 주변 사람들             | 1.168% |
| 제5회  | 12월 26일 | 돈 worry, 돈 cry                  | 1.237% |
| 2014년 |           |                                   |        |
| 제6회  | 1월 2일   | 오만과 편견                       | 1.401% |
| 제7회  | 1월 9일   | 삶은 왜 혼자 먹는 저녁밥 같을까   | 1.450% |
| 제8회  | 1월 16일  | 그만두면 비로소 보이는 것들       | 1.316% |
| 제9회  | 1월 23일  | 맘마미아                          | 1.364% |
| 제10회 | 1월 30일  | 꽃보다 식샤님                     | 1.245% |
| 제11회 | 2월 6일   | 지금 사랑하지 않는 자, 모두 유죄  | 1.221% |
| 제12회 | 2월 13일  | 사랑의 맛... 달콤 쌉싸름          | 1.121% |
| 제13회 | 2월 20일  | 나만보고있던남자                  | 1.366% |
| 제14회 | 2월 27일  | 그녀가 사라졌다                   | 1.683% |
| 제15회 | 3월 6일   | 님의 침묵                         | 1.175% |
| 제16회 | 3월 13일  | 그래도 식샤를 합시다              | 1.460% |

## 같이 보기
- 식샤를 합시다 2
- 식샤를 합시다 3